# Angel (Timoria)
Angel è un singolo della band italiana Timoria, pubblicato il 12 ottobre 2018.

## Descrizione
La base strumentale venne registrata già nel 1993, durante le sessioni in studio per la registrazione di Viaggio senza vento, mentre il testo venne scritto e inciso l'anno successivo dopo il suicidio di Kurt Cobain: viene infatti citato più volte il titolo della canzone dei Nirvana I Hate Myself and I Want to Die.
Il brano, ultimato nel mese di aprile del 1994, non venne incluso in 2020 SpeedBall, l'album successivo della band, e le tracce incise furono accantonate, venendo ritrovate negli archivi della Universal solo poco tempo prima della pubblicazione dell'edizione rimasterizzata di Viaggio senza vento prevista per il 26 ottobre 2018, in occasione del 25º anniversario della sua uscita.
L'8 ottobre 2018 i Timoria hanno annunciato sulla loro pagina Facebook ufficiale l'inclusione del brano nell'edizione celebrativa di Viaggio senza vento, facendone il primo inedito del gruppo a distanza di oltre 16 anni di Un Aldo qualunque sul treno magico, rimasto l'ultimo album di inediti della band bresciana.
L'11 ottobre 2018 Omar Pedrini ha pubblicato sulla sua pagina Facebook un teaser trailer di 20 secondi.
Il singolo è stato poi pubblicato su vinile in edizione limitata, insieme alla cover di I Can't Explain degli Who.

## Video musicale
Il Videoclip della canzone, pubblicato il 12 ottobre 2018 sul canale Vevo del gruppo, è stato girato a Genova. Vengono mostrati anche spezzoni dei video di Senza vento e Sangue impazzito e del DVD Timoria 1985-1995.

## Tracce[8]
1. Angel – 3:47
2. I Can't Explain (cover degli Who) – 2:59

## Formazione
- Francesco Renga – voce
- Omar Pedrini – chitarre, cori
- Carlo Alberto “Illorca” Pellegrini – basso, cori
- Enrico Ghedi – tastiere, cori
- Diego Galeri – batteria